# Iphiaulax lanceolatus
Iphiaulax lanceolatus är en stekelart som beskrevs av Szepligeti 1914. Iphiaulax lanceolatus ingår i släktet Iphiaulax och familjen bracksteklar. Utöver nominatformen finns också underarten I. l. minor.